# Skedet
För begreppet, se Skede.
Skedet är en småort i Väversunda socken, Vadstena kommun, delvis utmed riksväg 50.

## Befolkningsutveckling
| Befolkningsutvecklingen i Skedet 1950–2015    | Befolkningsutvecklingen i Skedet 1950–2015 | Befolkningsutvecklingen i Skedet 1950–2015 | Befolkningsutvecklingen i Skedet 1950–2015 | Befolkningsutvecklingen i Skedet 1950–2015 |
| --------------------------------------------- | ------------------------------------------ | ------------------------------------------ | ------------------------------------------ | ------------------------------------------ |
|                                               |                                            |                                            |                                            |                                            |
| År                                            |                                            |                                            | Folkmängd                                  | Areal (ha)                                 |
| 1950                                          | 1950                                       |                                            | 288                                        |                                            |
| 1960                                          | 1960                                       |                                            | 245                                        |                                            |
| 1990                                          | 1990                                       |                                            | 109                                        | 67#                                        |
| 1995                                          | 1995                                       |                                            | 107                                        | 59#                                        |
| 2000                                          | 2000                                       |                                            | 106                                        | 59#                                        |
| 2005                                          | 2005                                       |                                            | 101                                        | 59#                                        |
| 2010                                          | 2010                                       |                                            | 92                                         | 59#                                        |
| 2015                                          | 2015                                       |                                            | 78                                         | 61#                                        |
| Anm.: Upphörde som tätort 1965. # Som småort. |                                            |                                            |                                            |                                            |